# Джаз-модерн
Джаз-модерн — один з напрямів сучасної зарубіжної хореографії, який зародився на початку XX ст. в США і Німеччині. Термін «Танець модерн» з'явився в США для позначення сценічної хореографії, яке відкидає традиційні балетні форми. Увійшовши до вживання, витіснив інші терміни (вільний танець, дунканизм, танець босоніжок, ритмопластический танець, виразний, експресійний, абсолютний, новий художній), які виникали в процесі розвитку цього напрямку. Спільним для представників танцю модерн, незалежно від того, до якої течії вони належали й у який період проголошували свої естетичні програми, був намір створити нову хореографію, відповідно їхньої думки, духовним потребам людини XX століття. Основні її принципи: відмова від канонів, втілення нових тем та сюжетів оригінальними танцювально-пластичними засобами. У прагненні до повної незалежності від традицій представники Т.м. прийшли, зрештою, до прийняття окремих технічних прийомів, у протиборстві з якими зародився новий напрямок. Установка на повний відхід від традиційних балетних форм на практиці не змогла бути до кінця реалізована.